# (24648) Evpatoria
(24648) Evpatoria es un asteroide perteneciente al cinturón de asteroides, descubierto el 19 de septiembre de 1985 por la astrónoma soviética Liudmila Chernyj y su esposo, el también astrónomo, Nikolái Chernyj, desde el Observatorio Astrofísico de Crimea (República de Crimea).

## Designación y nombre
Designado provisionalmente como 1985 SG2. Fue nombrado Evpatoria en homenaje a Eupatoria, una de las más antiguas ciudades de Crimea.